# Parc national Biloozerskyï
Le parc national de Biloozerskyï (en ukrainien : Білоозерський національний природний парк) est un parc national situé dans les oblasts de Kiev et de Tcherkassy en Ukraine.
D'une taille de 7014 hectares, il se situe au sud de Pereiaslav en rive gauche du réservoir de Kaniv sur le Dniepr.
Le parc a été créé en 11 décembre 2009 par décret présidentiel n° 1048/2009 pour protéger la faune et la flore.